# 伝統医学
伝統医学（でんとういがく）は、現代の医学が発達する以前から存在しており、世界各地の文化圏における伝統医学体系の総称。例えば、薬草・先祖の霊力・祈祷といった伝統療法など各地の伝統療法を指す。伝統療法を行う者を伝統医や伝統療法師という。

## 概要
アフリカや一部の発展途上国では、現代でも伝統医学が存在しており、広く利用されている。
- ユナニ医学（ギリシア医学を起源とし、アラビア文化圏・イスラーム勢力圏で発展した伝統医学。ヨーロッパでも19世紀まで行われた。）
- アーユルヴェーダ（北インドを中心に発展した伝統医学。チベットや東南アジアの医学に影響を与えた。）
- 中国医学（中医学。中国地域に伝わる伝統医学。漢方（和法、日本の伝統医学）、東医学（韓医学、朝鮮半島の伝統医学）などに影響を与えた。）
- チベット医学：アーユルヴェーダから派生。ギリシャ医学と中国医学からも多くの理論・技術を取り込んでいる。
- モンゴル医学：薬物療法の理論は主にチベット医学によるが、その他に独自の食事療法や外科的治療を行う。
- 漢方医学：中国医学から多くの理論・技術を取り込んでいるため、混同されやすい。中国伝統医学が日本で独自に発展したもの。
- シッダ医学：南インドのタミル地方の伝統医療。
- 南アフリカの伝統医療（英語版）：伝統的治療者としては、植物性・動物性の薬ムーティ (英語版) を用いて治療を行うイニャンガと、祈祷や呪術による治療を主に行うサンゴマが存在する[4][5]。
- 呪術医：主に少数民族などを中心としたシャーマニズム社会に於いて、医療を担当する役職の者を呪術医と呼ぶが、彼等の使用する薬草などに対し、民俗学・文化人類学に加え、薬物学上からも関心が寄せられている。
- その他の伝統医学はCategory:伝統医学を参照のこと。